# 肖恩·伊迪
肖恩·伊迪（英語：Sean Eadie，1969年4月15日—），澳大利亚男子自行车运动员。他曾代表澳大利亚参加2000年和2004年夏季奥林匹克运动会自行车比赛，其中2000年奥运会获得一枚铜牌。